# Prakash Belkale
Prakash Belkale ist ein indisch-amerikanischer Mathematiker, der sich mit Algebraischer Geometrie befasst.

## Leben
Belkale wurde 1999 an der University of Chicago bei Madhav Nori promoviert. Er ist Professor an der University of North Carolina at Chapel Hill.
Er ist bekannt für die Widerlegung der Spanning-Tree-Vermutung von Maxim Kontsevich (1997) im Jahr 2003 mit Patrick Brosnan. Sie betrifft die zahlentheoretischen Eigenschaften von Feynmangraphen einer einfachen Modelltheorie der Quantenfeldtheorie, der {\displaystyle \phi ^{4}}-Theorie. Sie war Teil einer durch David Broadhurst und Dirk Kreimer entwickelten Theorie der mathematischen Eigenschaften von Feynmangraphen aus der störungstheoretischen Behandlung von Quantenfeldtheorien. Kontsevich vermutete, dass die Funktion, die die Anzahl der Punkte der zum Feynmangraph gehörigen Hyperfläche über endlichen Körpern {\displaystyle \mathbb {F} _{q}} (mit {\displaystyle q=p^{n}}, p prim) angibt, ein Polynom in q ist. Die Vermutung war numerisch gut bestätigt (und sie ist für Feynmangraphen niedriger Ordnung zutreffend) und die Widerlegung war damals eine Überraschung. Die Vermutung hätte nach einer anderen Vermutung zur Folge gehabt, dass die Feynmanamplituden sich als rationale Vielfache von Vielfachzetafunktionen hätten darstellen lassen und die Widerlegung durch Brosnan und Belkale zeigte, dass die Verhältnisse sehr viel komplexer waren, was später durch Francis Brown und andere genauer herausgearbeitet wurde.
Er befasst sich mit abzählender Geometrie (Schubert-Kalkül) und Verbindung zu Schnitttheorie und Darstellungstheorie, mit Quanten-Kohomologie und mit Modulräumen von Vektorraum-Bündeln auf Kurven (Konforme Blöcke, Seltsame Dualität).
Er war 2010 Invited Speaker auf dem Internationalen Mathematikerkongress in Hyderabad (The tangent space to an enumerative problem).

## Schriften
- Transformation formulas in quantum cohomology, Composition Math., 140, 2004, S. 778–792, Arxiv
- Strange duality and the Hitchin/WZW connection, J. Diff. Geom., Band 82, 2009, S. 229–465, Arxiv
- Unitarity of the KZ/Hitchin connection on conformal blocks in genus 0 for arbitrary Lie algebras, J. Math. Pures Appl., Band 98, 2012,  367-398Arxiv
- Geometric Proofs of Horn and Saturation Conjectures, J. of Algebraic Geometry, Arxiv
- Invariant Theory of GL(n) and intersection theory of Grassmannians, Internat. Math. Research Notes, Band 69, 2004, S. 3709–3721
- mit Brosnan: Periods and Igusa local zeta functions, Int. Math. Res. Not., Band 49, 2003, S. 2655–2670, Arxiv